# Adaeseño
El adaeseño o adaesano (también conocido como español del río Sabina por su versión en inglés, Sabine River Spanish) es una variedad de la lengua española hablada en Estados Unidos, principalmente a ambos lados del río Sabina entre Texas y Luisiana. Ha sido hablado por algunas comunidades descendientes de los colonos del siglo XVIII que se establecieron en Los Adaes y Nacogdoches. Tiene una fonología mayoritariamente conservadora con un léxico rústico derivado del español de México debido a sus orígenes históricos. El dialecto se enfrenta a su extinción y muerte, ya que no se ha transmitido a los niños durante varias generaciones (ya en 1980 el número de hablantes era inferior a 100).
El adaeseño se formó a partir del español rural mexicano, a pesar de la creencia común en Nacogdoches de que el grupo de habla hispana alrededor del río Sabina es de origen isleño. Las comunidades de habla hispana del río Sabina no tienen términos para identificarse como grupo; adaeseño, en referencia a Los Adaes, ha sido utilizado por Samuel G. Armistead  mientras que John M. Lipski usa el término español del río Sabina porque el dialecto se extiende a ambos lados del río.

## Aspectos históricos, sociales y culturales

### Historia
Las comunidades españolas del río Sabina se fundaron como parte de un esfuerzo español para establecerse en el extremo este de Texas y las áreas adyacentes de Luisiana en el siglo XVIII. Nacogdoches se fundó como parte de este asentamiento y también Los Adaes.
El idioma español se conservó en las comunidades del río Sabina hasta el siglo XX debido al aislamiento y, al menos en Texas, a la solidaridad étnica. Las comunidades de Luisiana tenían menos solidaridad étnica pero mayor aislamiento social debido a su distancia de los centros de población, la pobreza, las diferencias raciales de la población circundante y el hecho de que hablaban un idioma "extranjero". El establecimiento de la educación pública ejerció una fuerte presión lingüística sobre estas comunidades para que aprendieran y hablaran exclusivamente inglés, y la llegada de infraestructura moderna como electricidad, carreteras pavimentadas, teléfonos y el Kansas City Southern Railway a través de Zwolle redujo su aislamiento. Esto detuvo la transmisión intergeneracional del español, y la mayoría de los residentes de habla hispana optaron por no enseñar el idioma a sus hijos. De esta manera, la lengua española se ha extinguido en gran medida en una sola generación a lo largo del río Sabina.
Este dialecto se encuentra actualmente moribundo. A partir de la década de 1980, no había más de 50 personas con competencia activa significativa en español a ambos lados del río. Stark (1980) estimó la presencia de solo diez personas que todavía hablan adaeseño con fluidez en el área de Zwolle-Ebarb, que tenían principalmente entre setenta y ochenta años.

## Distribución geográfica
El adaeseño se encuentra a ambos lados del embalse de Toledo Bend a lo largo del río Sabina. La mayoría de los hispanohablantes en el lado de Luisiana se encontraban alrededor de Zwolle, la pequeña comunidad de Ebarb y Noble y en la comunidad de Spanish Lake cerca de Robeline. En Texas se concentran en la comunidad Moral al oeste de Nacogdoches.
Las comunidades de Luisiana y Texas difieren en términos de identificación étnica. Muchos residentes en Luisiana son de origen nativo americano,[7] y un resurgimiento de la identidad indígena americana los llevó a obtener el reconocimiento estatal y federal como la tribu Choctaw-Apache de Ebarb. Los residentes de Luisiana han sido llamados "Meskin", "Chonche" y "Red Bones" por sus vecinos angloamericanos. Los residentes de Luisiana rechazan cualquier identificación como "mexicano", mientras que los residentes de Moral usan libremente el término mexicano e incluso ocasionalmente llaman mexicano a su dialecto. En Moral no hay identificación con la cultura nativa americana, a pesar del reconocimiento abierto de muchos residentes trigueños de tez oscura.

### Dialectos
Diferentes estudios y encuestas se han centrado en diferentes comunidades hispanohablantes de la zona. Stark se centra en la variedad hablada en Zwolle y Ebarb; cuatro de sus cinco informantes han vivido la mayor parte de su vida en Ebarb, uno se mudó más tarde a Zwolle, mientras que uno vivió la mayor parte de su vida cerca de Zwolle. Pratt se centró en todos los dialectos de Luisiana, llamándolos adaeseño.
En cuanto a las diferencias entre las diferentes variedades, Lipski dice que el dialecto Moral "puede reflejar algunos aspectos del español mexicano de las primeras décadas del siglo XIX", mientras que los dialectos de Luisiana se derivan del español mexicano del siglo XVIII. Esto se debería a que Nacogdoches experimentó un período de crecimiento entre 1821 y 1836. Gregory menciona un mayor número de préstamos franceses del habla de las comunidades más cercanas a Natchitoches.

## Descripción lingüística

### Fonética y fonología
El adaeseño, derivado del español del norte de México, es bastante conservador fonológicamente y tiende a retener las consonantes. También se nota la influencia del inglés, y hay varias identificaciones fonológicas erróneas, formas analógicas y variaciones esporádicas.
Los oradores no aspiran ni eliden la /s/ en final de sílaba, aunque nojotros o lojotros son variaciones comunes de nosotros en esta variedad. Este dialecto tampoco velariza el sonido -/n/ a final de palabra. Esto representa un contraste sorprendente al compararlas con las variedades cercanas de español isleño. En final de palabra la elisión de -/ɾ/ es relativamente frecuente, especialmente en infinitivos. En cualquier otro caso, el sonido -/ɾ/ final se suele retener. /ʝ/ es débil y frecuentemente elidida en contacto con /i/ y tras /e/. Por ejemplo gallina se pronunciaría [gaˈina], silla se convierte en [ˈsi.a] y sello se hace [ˈse.o]. El sonido /d/ intervocálico es pronunciado frecuentemente como [ɾ]; hay una variación dialectal considerable en esto, y solo se encuentra entre la última generación de hispanohablantes (probablemente como resultado de la influencia del inglés). /t/ es ocasionalmente alveolar, a diferencia de la típica oclusiva denti-alveolar sorda del español, e incluso puede tener flapping. Eso también es resultado del contacto con el inglés. Las vocales átonas a menudo se reducen a un schwa.
En la comunidad de Zwolle-Ebarb, la nasal palatal, representada por ⟨ñ⟩, se pronuncia típicamente como una aproximante palatal nasal [j̃] que nasaliza la vocal anterior, por ejemplo: año [ãj̃o]. Esto es similar a lo que ocurre en el portugués brasileño y angoleño. El sonido /a/ también se nasaliza delante de /o/, como en el sufijo -ado donde el sonido /d/ fue elidido.
En adaeseño, las obstruyentes sonoras /b/, /d/, /g/ muestran alguna desviación de la pronunciación estándar. /b/ se puede pronunciar como [v] al comienzo de oración, como en botella [voˈtea]. [b] aparece delante de otras consonantes, mientras [v] siempre ocurre después de otra consonante y antes de una vocal. [v] suena también como la /b/ típicamente alófono intervocálico. El [β] estándar sólo aparece delante de /a/ y tras otra vocal. El sonido /d/ se realiza como una parada dental sonora [d] tras una pausa, otra consonante, delante de otra consonante en sílaba tónica: por ejemplo, dinero [diˈneɾo], onde [ˈonde], padrino [padɾino]. En caso contrario se pronuncia como una fricativa dental sonora [ð]. Intervocalmente, en una sílaba átona, puede elidirse, como en muchas otras variedades españolas, como: dedo [ˈdeo]. El fonema /g/ se realiza como una oclusiva velar sonora después de una pausa y en cualquier grupo de consonantes, por ejemplo en Goyo [ˈgojo], algodón [algoˈdon], negrito [neˈgrito]. De lo contrario, intervocalmente, es una fricativa velar sonora [ɣ].
El fonema /f/ se convierte en una [h] débil delante de /w/, así que afuera se pronuncia [aˈhwera]. Además, /f/ es una fricativa labiodental sorda [f]. /x/ se pronuncia típicamente también como [h]. /s/ delante de /k/ y tras vocal suena como [ʃ] en un estilo forma y, en caso contrario, como [s].
Lipski afirma que la oposición entre el vibrante alveolar múltiple /r/ y el vibrante alveolar simple /ɾ/ han sido en gran parte neutralizado y que la extensión de esta neutralización apunta a un origen anterior a la influencia del inglés.

### Morfología
El adaeseño tiene muchos arcaísmos y formas típicas del español rural e inculto en todo el mundo, formaciones analógicas y transferencia sintáctica del inglés. Las formas arcaicas como, por ejemplo, trujo/truje (traje), vido/vide (vi), mesmo (mismo), muncho (mucho) y asina/ansina (así) están muy extendidas. Son comunes las formas verbales analógicas como cierraron (cerraron), dijieron (dijeron), cocinear (cocinar), tenimos (tenemos). Mero en lugar de mismo, como en dialecto mexicano, es común, también existe la expresión ya mero para "casi". Esto demuestra el origen mexicano del español del río Sabina. De nosotros ha reemplazado casi por completo a nuestro, como en algunas formas de español mexicano y caribeño. Nomás se usa con frecuencia, como en español mexicano. Estar se usa con mucha frecuencia en lugar de ser. Que tanto y que tan se usan frecuentemente en lugar de cuanto o cuan. Las expresiones p'atrás están muy extendidas, como en otras variedades del español en contacto con el inglés.
El Dr. Comfort Pratt descubrió que el adaeseño, a pesar de su providencia mayoritariamente mexicana, usa vosotros como pronombre plural de segunda persona informal.

### Vocabulario
Muchos mexicanismos se utilizan en el adaeseño, donde también abundan en un vocabulario generalmente "arcaico" o "rústico". El adaeseño tiene una gran cantidad de préstamos de náhuatl y casi ningún préstamo de otros idiomas nativos americanos a pesar de una extensa historia de contacto. Todas las palabras para indio en esta variedad son al menos parcialmente despectivas, por ejemplo, meco o chichimeco de "chichimeca", el término náhuatl para las tribus "salvajes" en la frontera norte de México.
El término chonche, un insulto local para los españoles, probablemente proviene del término wichita para los lipán, muchos de los cuales fueron vendidos como esclavos a los españoles y franceses, y fueron los antepasados de muchos hispanos del río Sabina, aunque puede tener un origen maskogui en un término para golondrinas.
La mayoría de los préstamos del náhuatl son sustantivos y tienen que ver con plantas, animales o elementos de la cultura material. Sin embargo, el adaeseño ha tomado muy pocos préstamos del inglés. Los préstamos franceses son comunes en las comunidades más cercanas a Natchitoches, y son más comunes que las palabras de origen inglés.
El término arrear, que se refiere a conducir o espolear a los animales, se convirtió en el término del adaeseño para referirse a la conducción de automóviles, como en el español neomexicano. Otro ejemplo de coincidencias entre español neomexicano y adaeseño es ánsara, utilizada para referirse a los gansos.